# Скрипченко Олександр В'ячеславович
Олександр В'ячеславович Скрипченко (рум. Alexandru Scripcenco, 13 січня 1991, Тирасполь — 3 березня 2023) — молдовський футболіст, захисник клубу «Динамо-Авто».
Виступав, зокрема, за «Шериф», а також молодіжну збірну Молдови.

## Клубна кар'єра
Народився 13 січня 1991 року в місті Тирасполь. Вихованець футбольної школи клубу «Шериф». Дорослу футбольну кар'єру розпочав 2009 року в основній команді того ж клубу, в якій провів два сезони, взявши участь у 16 матчах чемпіонату. 
Згодом з 2011 по 2012 рік грав на правах оренди у складі команд клубів «Іскра-Сталь» та «Тирасполь».
До складу «Шерифа» повернувся 2013 року. Цього разу відіграв за тираспольський клуб наступний сезон своєї ігрової кар'єри.
Протягом 2014 року захищав кольори команди клубу «Костулень».
До складу клубу «Динамо-Авто» приєднався 2015 року. Відтоді встиг відіграти за тираспольський клуб 16 матчів в національному чемпіонаті.

## Виступи за збірні
У складі юнацької збірної Молдови взяв участь у 2 іграх.
У складі молодіжної збірної Молдови зіграв в 11 офіційних матчах.

## Досягнення
- Чемпіон Молдови (2) : 2009-10, 2012-13.
- Володар Кубка Молдови (1) : 2009-10.
- Володар Суперкубка Молдови (1) : 2013.